# 政制改革方案辯論
香港政制改革方案電視辯論，或稱余曾辯論，是指在2010年6月17日，香港行政長官曾蔭權邀請香港民主派领袖、公民黨黨魁余若薇參與電視辯論，討論2012年香港政制改革方案，是香港開埠以來首次公開就政制問題進行之公開辯論。由香港電台負責現場電視製作，多間電子傳媒包括無綫電視、亞洲電視、有線電視、now寬頻電視等聯合現場轉播的電視辯論，在2010年6月17日晚上6時35至分至7時30分於香港中區政府合署新翼會議廳舉行，論壇主持為資深傳媒工作者吳明林。

## 背景
建基於功能組別存廢問題，公民黨及社會民主連線發起「五區公投」，以爭取「盡快實現真普選、廢除功能組別」議題參加補選，並以「五區公投、全民起義」作為宣傳口號，而余若薇則出任「五區公投」行動的總發言人。是次「五區公投」引起國際傳媒關注，事後，行政長官曾蔭權邀請余若薇就政改方案及功能組別存廢作公開辯論。有其他民主派質疑為何不獲邀請，政制及內地事務局局長林瑞麟表示，曾蔭權邀請余若薇參與政改辯論，是因為她是「五區公投」運動的總發言人。

## 活動細節
行政長官曾蔭權及余若薇經過討論後，訂出辯論過程及規則。地點不設公眾或記者席。市民可以透過電視收看整個直播過程。整個辯論包括了雙方十輪問答及辯論者回應六條公眾提出的問題。
香港電台在6月11日至15日期間共收到2876條公眾提出的問題，行政長官曾蔭權及余若薇分別派出胡定旭及張達明，再加上辯論主持人吳明林的三人小組審閱問題，三人小組抽出所需的六條問題，承諾保密問題內容直至辯論開始。

## 過程
社民連於當日在政府總部門外利用電腦及投映機進行直播，聲援余若薇，及大叫民主黨及普選聯可恥。不少市民於立法會及政總門外觀看直播，及支持準備辯論的公民黨成員。余和曾的討論範圍由1985年殖民地年代間選、2005年泛民否決方案及2010年政府原有方案；功能組別、區議會間選等均有提及。
對於被指摘否決方案原地踏步，余於總結時以一句「我情願原地踏步，都唔好行差踏錯」，贏得不少市民支持。

## 結果
普遍民調指七成市民認為余若薇表現優勝，只有一成認為曾蔭權較佳。市民對政府提出之政改方案的反對程度也有所上調。NOW寬頻電視民調甚至指高達八成市民認為余若薇表現較佳。馬嶽指這是人類有電視以來最懸殊的辯論。

## 外部連結
1. 1 2  .   [2010-08-18]. （原始内容存档于2010-06-26）.
2. 1 2  .   [2010-08-18]. （原始内容存档于2010-06-20）.
3. ↑  .   [2010-08-20]. （原始内容存档于2010-05-24）.
4. ↑  .   [2010-08-20]. （原始内容存档于2010-05-24）.
5. ↑  2012年政制改革專題新聞重溫[] 香港電台 6月2日
6. ↑  2012年政制改革專題新聞重溫[永久] 香港電台 6月2日
7. ↑  2012年政制改革專題新聞重溫[永久] 香港電台 6月10日
8. ↑  《政制改革方案辯論》安排詳情 （页面存档备份，存于）香港電台
9. ↑  2012年政制改革專題新聞重溫 （页面存档备份，存于）香港電台 6月15日
10. ↑  http://www.youtube.com/watch?v=mVgxFesvPgk&feature=related （页面存档备份，存于） - 當日報導提及港大民調及NOW寬頻電視自行進行的民調。

6月17日曾余辯論過程﹕
- 香港電台「曾余辯論」視像紀錄
- MyTV - 2010年6月17日的《六點半新聞報道》時段內的「曾余辯論」